# 青木关镇
青木关镇，是中华人民共和国重庆市沙坪坝区下辖的一个乡镇级行政单位。

## 行政区划
青木关镇下辖以下地区：
青云街社区、新青路社区、管家桥村、石碾桥村、青木湖村、四楞碑村和关口村。